# چقاکبود (ماهیدشت)
چقاکبود یک منطقهٔ مسکونی در ایران است که در دهستان چقانرگس واقع شده‌است. چقاکبود ۲۲۲ نفر جمعیت دارد.